# Eduardo Pereira
Eduardo Pereira Martínez (né le 21 mars 1954 à Montevideo en Uruguay) est un joueur de football international uruguayen, qui évoluait au poste de gardien de but.

## Biographie

### Carrière en club
Avec les clubs du Gimnàstic de Tarragona et du CE Sabadell, il dispute 74 matchs en deuxième division espagnole.

### Carrière en sélection
Avec l'équipe d'Uruguay, il joue 10 matchs (pour aucun but inscrit) entre 1987 et 1990. 
Il figure dans le groupe des sélectionnés lors de la Coupe du monde de 1990 organisée en Italie. Il ne joue aucun match lors de la phase finale de cette coupe du monde, mais en revanche dispute quatre matchs comptant pour les tours préliminaires de celle-ci.
Il participe également à la Copa América de 1987 remportée par son équipe.

## Palmarès

### Palmarès en club
| Peñarol \| - Championnat d'Uruguay (3) : - Champion : 1974, 1985 et 1986. - Copa Artigas (2) : - Vainqueur : 1985 et 1986. \| \| - Copa Libertadores (1) : - Vainqueur : 1987. - Coupe intercontinentale : - Finaliste : 1987. \| |  | Independiente - Championnat d'Argentine (1) : - Champion : 1988-89.                           |
| - Championnat d'Uruguay (3) : - Champion : 1974, 1985 et 1986. - Copa Artigas (2) : - Vainqueur : 1985 et 1986. |  | - Copa Libertadores (1) : - Vainqueur : 1987. - Coupe intercontinentale : - Finaliste : 1987. |

### Palmarès en sélection
Uruguay
- Copa América (1) :
  - Vainqueur : 1987.